# Morgan Johansson
Tomas Morgan Johansson (ur. 14 maja 1970 w Höganäs) – szwedzki polityk, działacz Szwedzkiej Socjaldemokratycznej Partii Robotniczej, parlamentarzysta, w latach 2002–2006 minister zdrowia publicznego, w latach 2014–2017 i 2019–2021 minister sprawiedliwości, w latach 2017–2019 oraz 2021–2022 minister sprawiedliwości i spraw wewnętrznych.

## Życiorys
Ukończył w 1993 nauki polityczne na Uniwersytecie w Lund. Do 1997 pracował jako dziennikarz. Zaangażował się w działalność polityczną w ramach socjaldemokratów. W 1998 po raz pierwszy uzyskał mandat posła do Riksdagu z okręgu Skania, z powodzeniem ubiegał się o reelekcję w 2002, 2006, 2010, 2014, 2018 i 2022.
Od 2002 do 2006 był ministrem zdrowia publicznego i służb społecznych w gabinecie Görana Perssona. Po wyborach w 2014 w utworzonym przez socjaldemokratów i zielonych mniejszościowym rządzie Stefana Löfvena objął urząd ministra sprawiedliwości i migracji. W lipcu 2017 przeszedł na stanowisko ministra sprawiedliwości i spraw wewnętrznych. W styczniu 2019 w drugim gabinecie dotychczasowego premiera ponownie został ministrem sprawiedliwości. We wrześniu 2019 jako najdłużej urzędujący członek gabinetu przejął również obowiązki wicepremiera. Pozostał na dotychczasowych funkcjach także w utworzonym w lipcu 2021 trzecim gabinecie Stefana Löfvena. W powołanym w listopadzie 2021 rządzie Magdaleny Andersson objął stanowisko ministra sprawiedliwości i spraw wewnętrznych, utrzymał przy tym funkcję wicepremiera. Funkcje rządowe pełnił do października 2022.